# Herinneringscentrum Kamp Westerbork

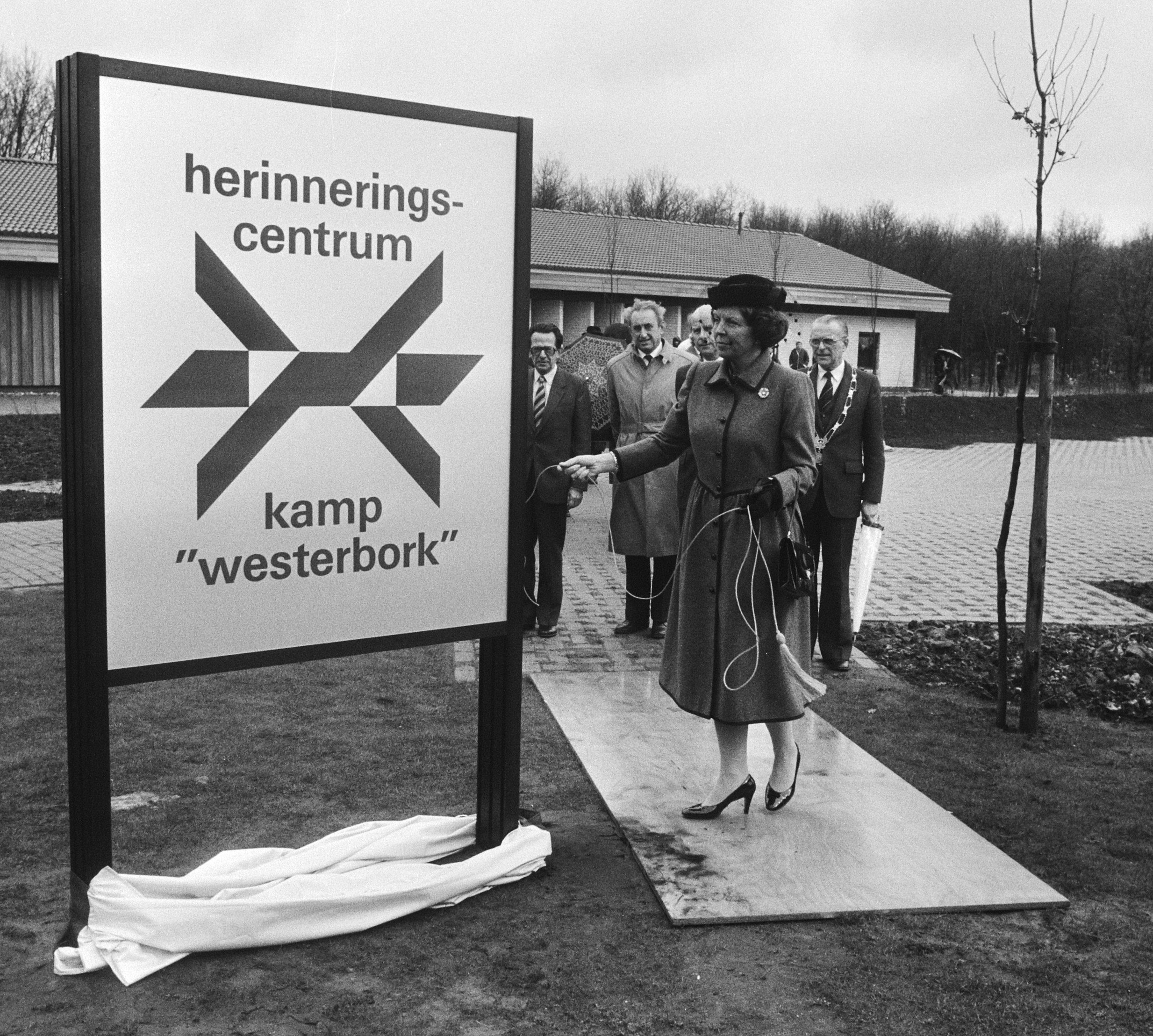
Opening van het Herinneringscentrum Kamp Westerbork door koningin Beatrix in 1983

Herinneringscentrum Kamp Westerbork is een museum waar de geschiedenis van Kamp Westerbork wordt verteld.
Het museum ligt aan de weg Oosthalen, zo'n drie kilometer van het voormalig kampterrein. Bij het voormalig kampterrein zelf is vanwege radiotelescopen geen gemotoriseerd verkeer en bebouwing toegestaan. Er rijdt een pendelbus tussen het bezoekerscentrum en het kampterrein en er is een educatieve wandelroute aangebracht tussen de locaties.
Het museum trok in 2015 172.000 bezoekers, het vrij toegankelijke kampterrein naar schatting 500.000 bezoekers.

## Geschiedenis
Het voormalige kamp Westerbork was vanaf 1950 onder de naam De Schattenberg in gebruik als Moluks woonoord. Na het vertrek van de laatste bewoners in 1970 werd op het terrein het herinneringsmonument van Ralph Prins geplaatst. Toen op 4 mei 1971 de 25-jarige Manja Pach, dochter van een kampoverlevende, het monument bezocht voor de Dodenherdenking, gingen de werklui tot haar ontzetting om 20.00 uur gewoon door met slopen. Ze nam het initiatief om te komen tot een nationaal herinneringscentrum op deze beladen plek.
Het museum werd op 12 april 1983 door koningin Beatrix officieel geopend. Het gebouw was vormgegeven als een voormalige barak met een replica van de Nederlandse nationale tentoonstelling in het Staatsmuseum Auschwitz-Birkenau. Het is door de toenemende bezoekersaantallen in 1999 uitgebreid.

## Tentoonstellingen
De permanente tentoonstelling Durchgangslager Westerbork vertelt aan de hand van persoonlijke verhalen over het kamp. Er zijn diverse voorwerpen en filmfragmenten te zien. Daarnaast zijn er in een andere ruimte wisselende tentoonstellingen. In de aula hangt het door het Rode Kruis aan de inwoners van Westerbork geschonken gedenkraam. Het centrum beheert daarnaast een deel van het kamparchief.

## Landelijk steunpunt gastsprekers
Op 1 december 1999 is het Landelijk Steunpunt Gastsprekers WO II tot Heden opgericht. Het steunpunt is ondergebracht bij Herinneringscentrum Kamp Westerbork. Bij het Steunpunt zijn ooggetuigen aangesloten die vanuit verschillende achtergronden zoals Joods, Roma, verzetsstrijder of oorlogsveteraan hun persoonlijk oorlogsverhaal op scholen in heel Nederland vertellen. De gastsprekers leveren zo een bijdrage aan de wijze waarop de geschiedenis van zowel de Tweede Wereldoorlog, recente conflicten en vredesmissies wordt overgedragen aan de jongere generaties.

## Galerie

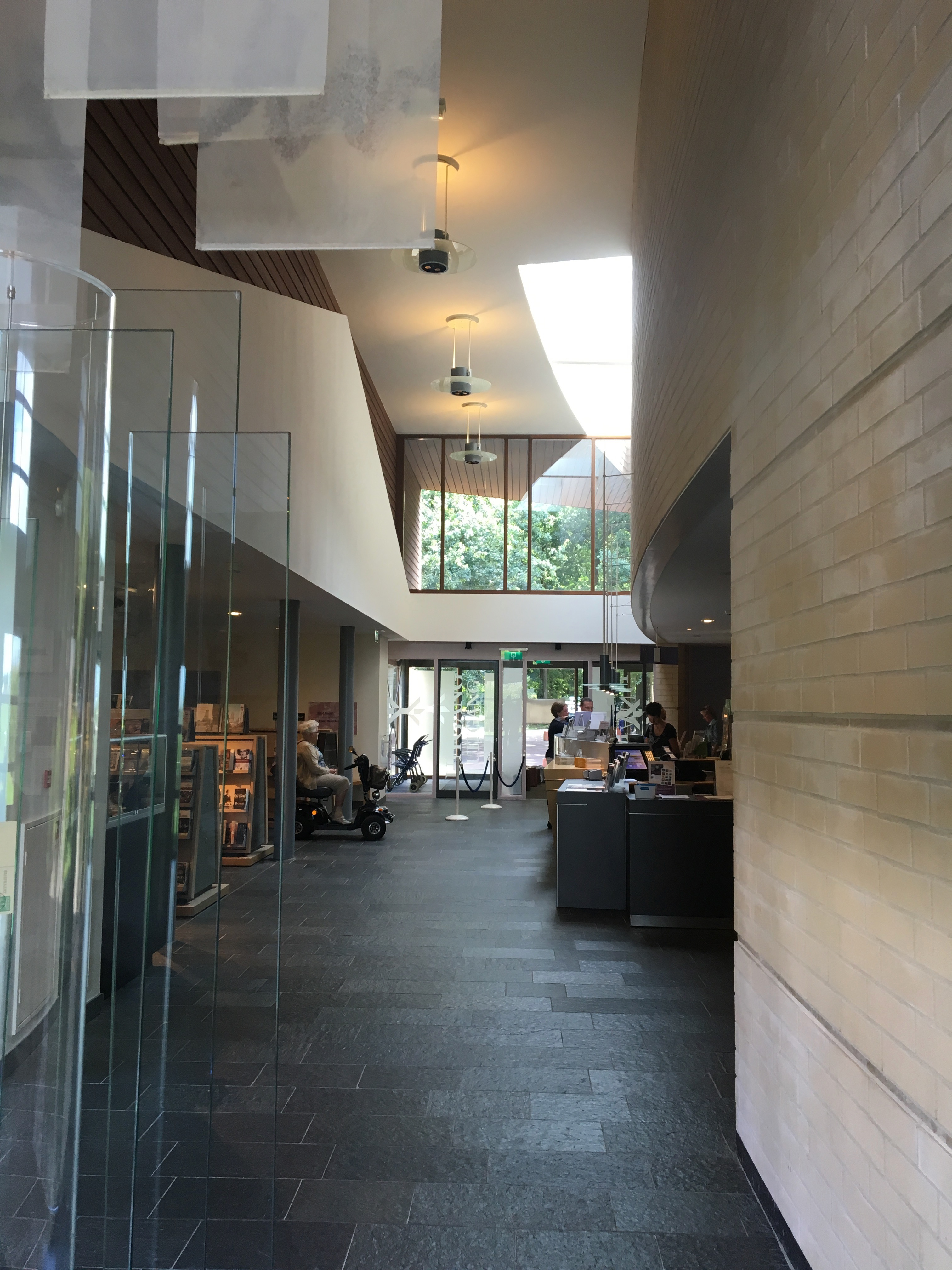
Entree
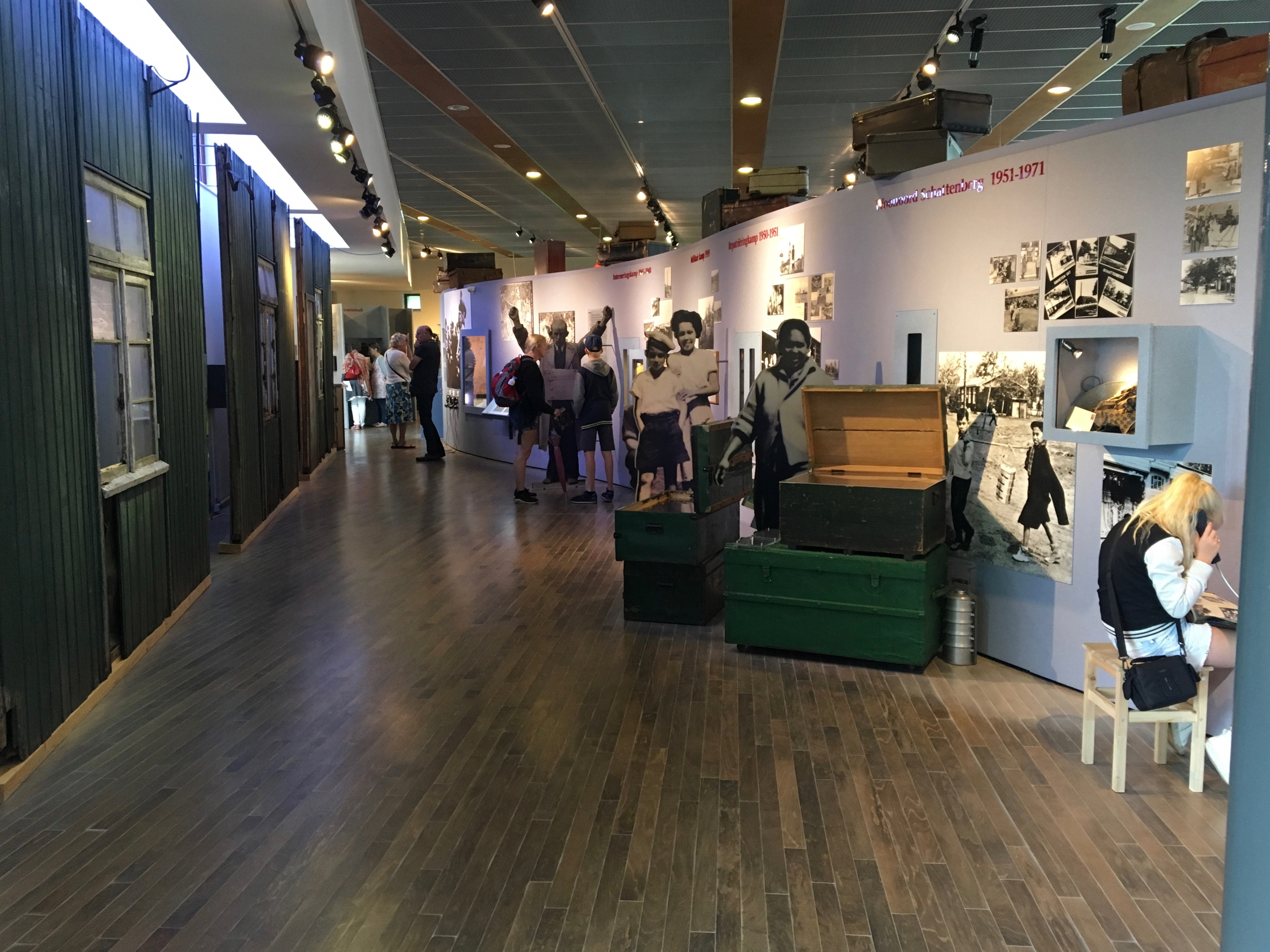
Tentoonstellingsruimte
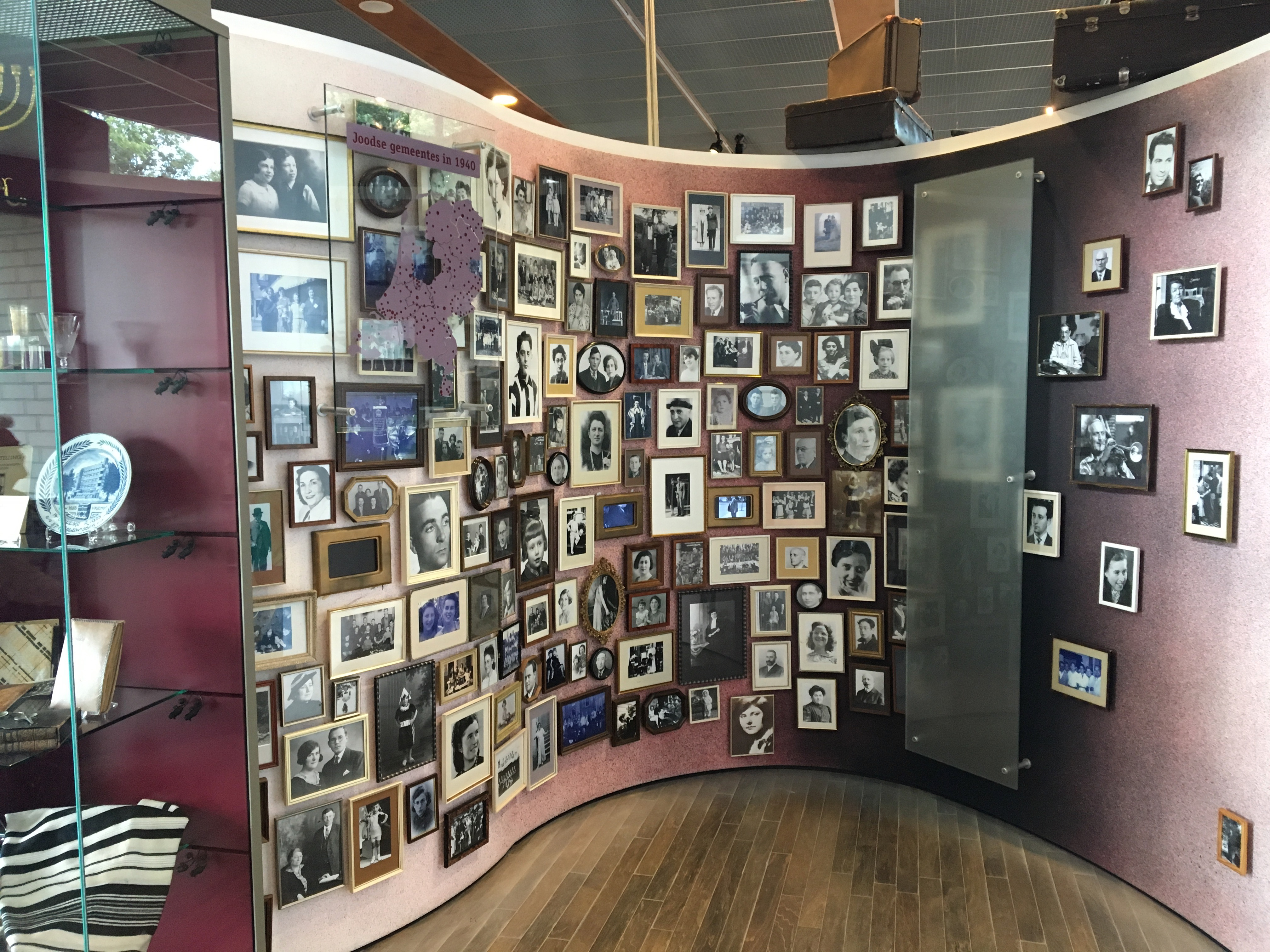
Foto's gedeporteerden
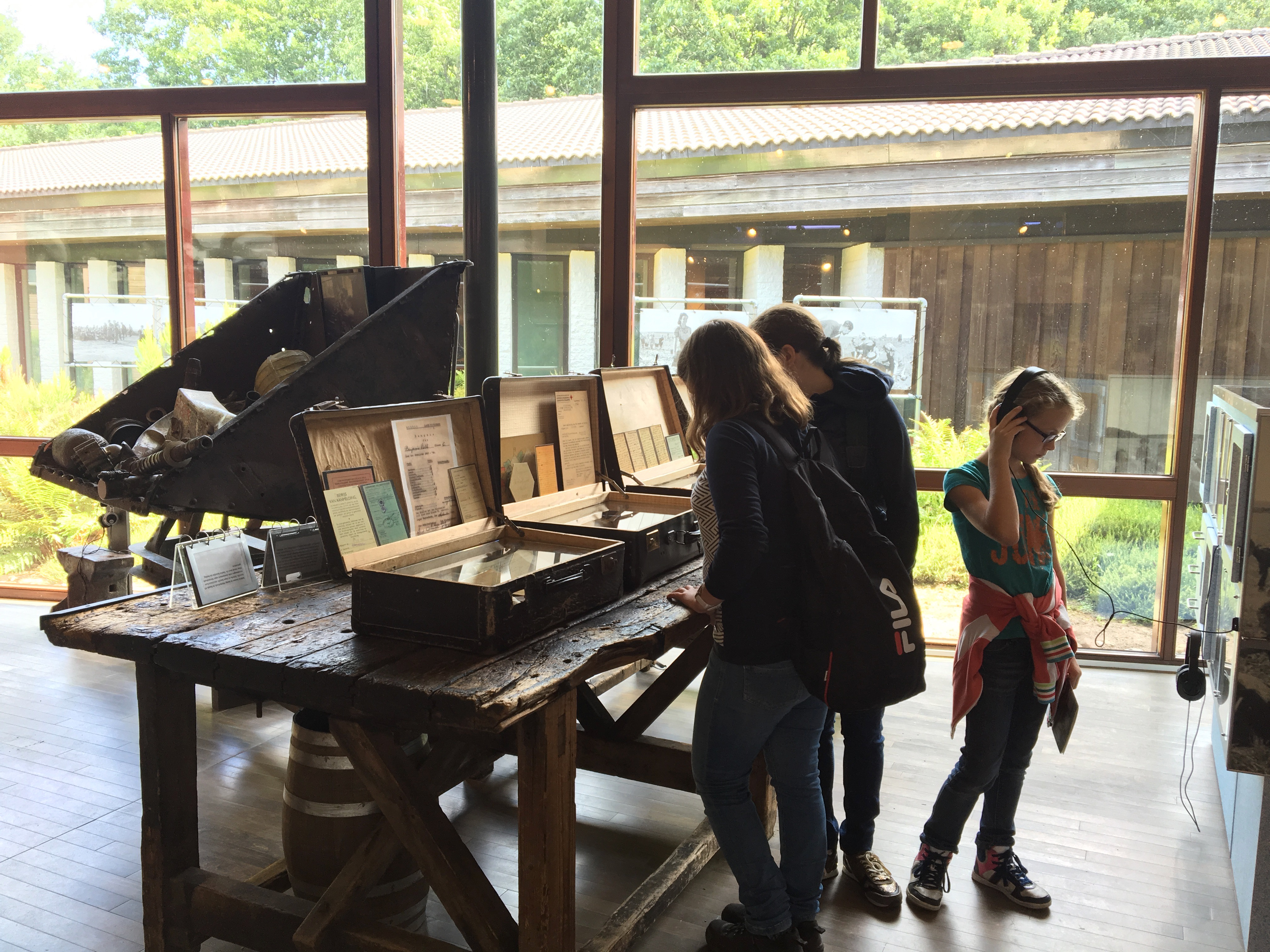
Koffers
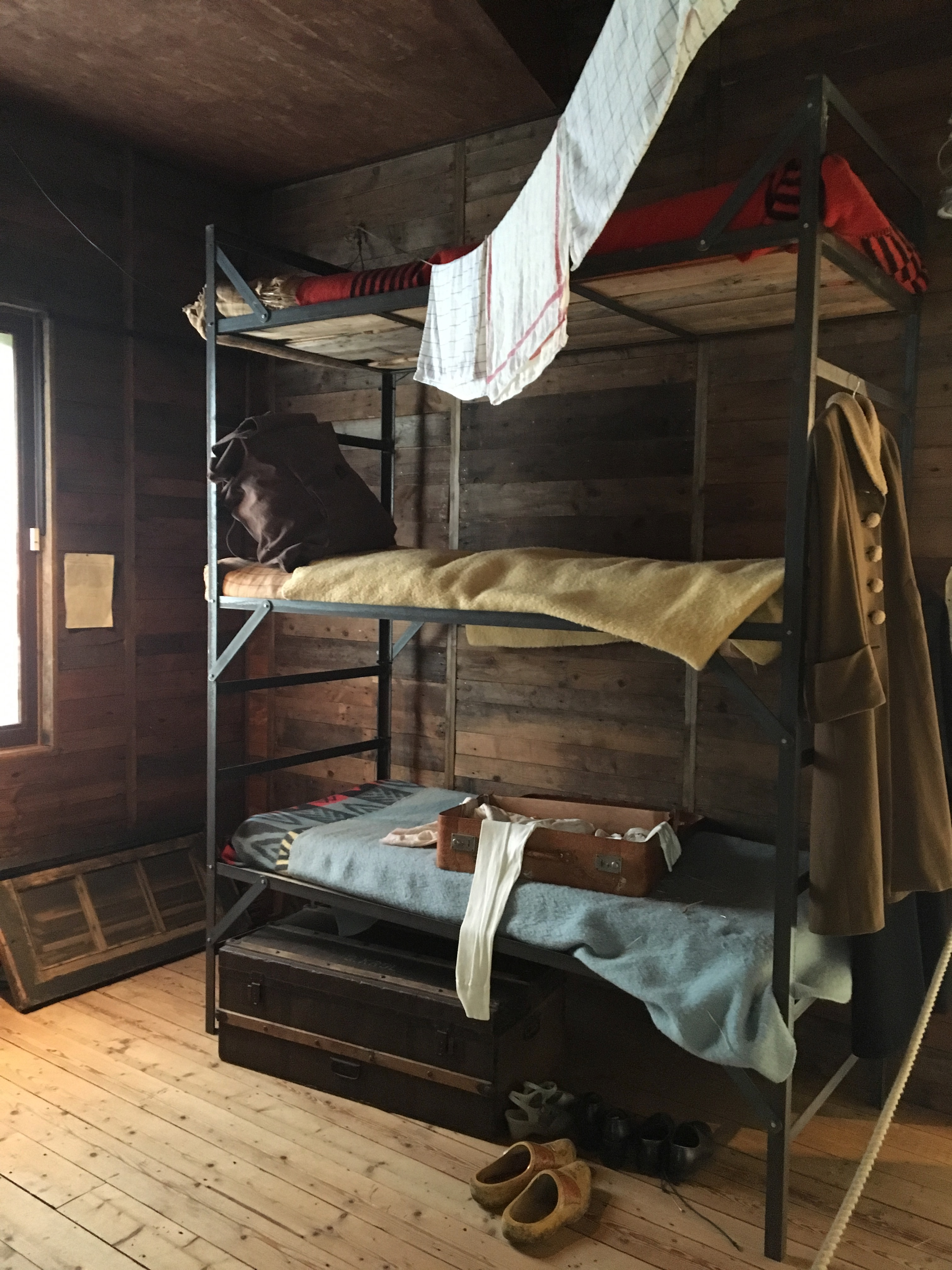
Inrichting van een woonbarak